# Isola Farwell
L'isola Farwell è un'isola completamente coperta dai ghiacci situata al largo della costa di Eights, nella Terra di Ellsworth, in Antartide. L'isola, che è lunga circa 70 km e raggiunge una larghezza massima di circa 19 km e che è completamente avvolta dai ghiacci della piattaforma glaciale Abbot, si trova tra l'isola McNamara, a ovest, e l'isola Dendtler, a est, nella parte orientale della suddetta piattaforma.

## Storia
Nel corso di una spedizione di ricerca della marina militare statunitense (USN) nel mare di Bellingshausen svolta nel febbraio 1960, l'isola Farwell fu osservata e descritta come una prominenza ghiacciata dall'equipaggio della USS Glacier. In seguito l'isola fu meglio delineata da membri dello United States Geological Survey basandosi su fotografie aeree scattate tra il 1960 e il 1966 dalla USN, e fu così battezzata dal Comitato consultivo dei nomi antartici in onore di Arthur F. Farwell, capo dello staff del comandante della forza di supporto navale statunitense in Antartide durante le operazioni Deep Freeze svolte nel 1968 e nel 1969.